# Jordan Paulus
Jordan Paulus (* 8. Juli 1990) ist ein belgischer Eishockeyspieler, der seit 2015 erneut bei den Bulldogs de Liège nunmehr in der belgisch-niederländischen BeNe League spielt.

## Karriere
Jordan Paulus begann seine Karriere als Eishockeyspieler bei den Buffalos Liège. Für die Büffel debütierte er als 14-Jähriger in der zweiten belgischen Liga. 2007 wechselte er zum Lokalrivalen Bulldogs de Liège, die gerade in die belgische Ehrendivision aufgestiegen waren. 2008 verließ er Lüttich und die Wallonie und schloss sich dem IHC Leuven an. Mit dem Klub aus der traditionsreichen Universitätsstadt gewann er 2010 den belgischen Meistertitel. In der Spielzeit 2011/12 nahm er mit seiner Mannschaft auch am North Sea Cup teil. Als dieser 2012 eingestellt wurde, wechselte er zu HYC Herentals, der als einziger belgischer Klub in die stärker eingeschätzte niederländische Ehrendivision aufgenommen wurde. 2013 wurde er mit HYC belgischer Pokalsieger. 2015 kehrte er nach Lüttich zurück und spielt mit den Bulldoggen nunmehr in der belgisch-niederländischen BeNe League. 2018 konnte er mit der Mannschaft den belgischen Eishockeypokal gewinnen.

## International
Für Belgien nahm Paulus im Juniorenbereich an den U18-Weltmeisterschaften der Division II 2006, 2007 und 2008 sowie den U20-Weltmeisterschaften der Division III 2007 und der Division II 2008, 2009 und 2010, als er Torschützenkönig unter den Verteidigern war und zum besten Spieler seiner Mannschaft gewählt wurde, teil.
Mit der Herren-Nationalmannschaft spielte Paulus bei den Weltmeisterschaften der Division II 2010, 2011, 2012, 2013, 2014, 2015, 2016, 2017, 2018 und 2019, wobei 2012 der Aufstieg von der B- in die A-Gruppe der Division II gelang.

## Erfolge und Auszeichnungen
- 2007 Aufstieg in die Division II bei der U20-Weltmeisterschaft der Division III
- 2010 Belgischer Meister mit dem IHC Leuven
- 2012 mit Belgien Aufstieg in die Division II, Gruppe A, bei der Weltmeisterschaft der Division II, Gruppe B
- 2013 Belgischer Pokalsieger mit HYC Herentals
- 2018 Belgischer Pokalsieger mit den Bulldogs de Liège

## Statistik
(Stand: Ende der Spielzeit 2019/20)